# Tarzan in Gefahr
Tarzan in Gefahr (Originaltitel: Tarzan and the Mermaids) ist ein US-amerikanischer Abenteuerfilm von Robert Florey aus dem Jahr 1948. Grundlage für das Drehbuch waren die Tarzan-Romane von Edgar Rice Burroughs. Uraufgeführt wurde der Film am 29. März 1948 in New York. In Deutschland wurde der Film erstmals am 5. Dezember 1951 in den Kinos gezeigt.

## Handlung
Auf einer Flussinsel lebt der Stamm der Aquatanier, die vom Fischfang und Perlentauchen leben. Sie verehren Balu, eine Gottheit, die vom machthungrigen Priester Palanth erschaffen wurde. Palanth hat den Aquataniern das Betreten des Gipfels des Inselberges verboten, da dort Balu residiert. In Wahrheit ist Balu ein Händler namens Varga, der die Perlen, die der Stamm als Tribut gibt, verkauft. Die schöne Mara ist als Balus Braut auserwählt und wird zu Balus Statue geführt. Doch Mara erkennt den Schwindel und flieht. Sie springt in die Bucht und schwimmt stromaufwärts. Bald schon erreicht sie den Dschungel, in dem Tarzan und Jane leben.
Tarzan bemerkt die Schwimmerin und springt ins Wasser. Mara versucht zu entkommen, kann aber vor Erschöpfung nicht mehr weiter. Tarzan bringt Mara zu Jane, die von Benji, einem ständig singenden Postboten, besucht wird. Bald ist Mara wiederhergestellt und kann ihre Geschichte erzählen. Voller Dankbarkeit über ihre Rettung gibt Mara Jane und Tarzan eine große schwarze Perle. Jane will die Perle dem neuen Bezirksvorsteher schenken, der ein aufgeschlossener und fortschrittlicher Mensch ist.
Während Benji die Perle zu dem Beamten bringt, sendet Palanth einen Suchtrupp aus, der Mara aufspüren soll. Der Trupp findet Mara und fängt sie ein. Tarzan kann den Männern, die mit einem Boot flussabwärts fahren, bis zu ihrer Insel folgen. Tarzan schleicht in den Tempel und beobachtet Varga, der seine Verkleidung abstreift und die Insel verlässt. Zur gleichen Zeit hat Benji die Perle abgeliefert. Der Bezirksvorsteher und der Generalinspektor sind misstrauisch. Der Vorsteher lässt sich von Benji zu Jane führen. Jane hat Tiko aufgefunden, einen von der Insel verbannten Mann, in den Mara verliebt ist. Tiko erzählt dem Bezirksvorsteher Maras Geschichte, woraufhin dieser mit Tiko, Jane und Benji zur Insel aufbricht. Als sie dort ankommen, lässt Palanth die vier in den Tempel zur Befragung bringen. Zu Palanths Überraschung erscheint Balu und befiehlt die Freilassung Maras und Tikos, der zudem wieder in den Stamm aufgenommen werden soll. Auch die Neuankömmlinge sollen freien Abzug bekommen. Jane merkt, dass Tarzan als Balu auftritt. Palanth kann sich Balus Forderungen nicht erwehren und lässt die Gruppe aus dem Tempel. Maras und Tikos Hochzeit wird durchgeführt.
Derweil ist Varga in der Bezirksstadt Nyata angekommen und wird vom Generalinspekteur verhört. Daraufhin flieht Varga zurück zur Insel. Wieder in seinem Kostüm als Balu platzt er in die Hochzeitszeremonie. Durch Palanth ordnet er an, dass die Eindringlinge zu töten sind. Tarzan liefert sich mit Vargas Häschern einen Kampf im Fluss und muss sich dabei auch noch einer Krake erwehren. Nachdem er gesiegt hat, geht er zum Tempel und entlarvt Balu/Varga als Betrüger. Die Aquatanier verjagen Varga und Palanth und setzen die Hochzeitsfeier fort.

## Hintergrund
Der Film ist der zwölfte und letzte Auftritt von Johnny Weissmüller als Tarzan. Das geschätzte Budget dieser Produktion von RKO Pictures lag bei einer Million US-Dollar. Gedreht wurde in Mexiko. Bei den Dreharbeiten kam Weissmüllers Stuntman Angel Garcia bei einem Klippensprung ums Leben.
Fernando Wagner wurde 1906 in Göttingen geboren. Nachdem er in den USA einige Filme gedreht hatte, ging er nach Mexiko und wurde dort später ein bekannter Fernsehregisseur. Gustavo Rojo, geboren in Uruguay, spielte in den 1960er Jahren in einigen Karl-May-Verfilmungen und Italo-Western mit. Wie in allen Tarzan-Verfilmungen von RKO wurden auch hier die Eingeborenen nicht von Afrikanern, sondern von lateinamerikanischen Schauspielern und Komparsen gespielt.

## Kritiken
„Naives Urwald-Abenteuer nach den bekannten Mustern der Gattung“, befand das Lexikon des internationalen Films.

## Deutsche Fassung
| Rolle   | Darsteller         | Synchronsprecher |
| ------- | ------------------ | ---------------- |
| Tarzan  | Johnny Weissmüller | Wilhelm Borchert |
| Palanth | George Zucco       | Eduard Wandrey   |
| Varga   | Fernando Wagner    | Klaus Miedel     |
| Benji   | John Laurenz       | Erik Ode         |